# Prekaja
Prekaja je naseljeno mjesto u općini Drvar, Federacija Bosne i Hercegovine, BiH.

## Zemljopis
Prekaja je na desnoj strani Unca. Rijeka je prirodna granica na zapadu. Istočna granica sela je planina Klekovača odnosno Javorova Kosa, Vršina, Kolo i Lauševac. Prekaju od Župice djeli Sklop i Orlovača, a od Mokronoga opet Sklop (donji). Kuće su uglavnom u nizini proširene uvale Unca, a tek neznatni broj podigao se uz plećine planinske podgorine.
Prekaja je raštrkano selo koje se sastoji od osam zaselaka: Kralji, Podbrina, Prekaja, Vranovica, Mračaj, Kotlina, Župa Pavići i Glavice. Središte sela je uvalasta kotlina. Oko njega su se poredali ostali dijelovi sela, neki više, neki niže. Zaseoci nisu udaljeni jedan od drugoga, ali ima u i osamljenih kuća, udaljenih daleko od najbliže skupine.

## Vode
U selu je u drugoj polovini 20. stoljeća jeka napravljeno umjetno jezero za potrebe industrije u Drvaru. U narodu je to jezero poznato kao Prekajsko jezero.

## Povijest
Nekoliko gradina ukazuje da je ovo područje bilo naseljeno još u predrimsko doba. To se dovodi u svezu s poznatom činjenicom da je područje oko Unca nastanjivalo ilirsko pleme Sardeata. Može se pouzdano tvrditi da su ta stara naselja postojala i u rimsko doba, nakon dolaska rimske uprave,  9. godine. Rimljani su zatim, u prirodnim granicama Unačke doline, u koju se moglo smjestiti 52 dekurije plemena Sardeata (procjenjuje se oko 7.000-10.000 ljudi), osnovali svoj municipij Sardiatarum. Između ostalog, na to ukazuju i dva žrtvenika koje su postavili u Prekaji. Municipij je mogao biti osnovan za Hadrijana, odnosno Mlija (jer se upravo on spominje na jednom od njih - usp. T. Aurelius Proculus iz Prekaje), a najkasnije za Karakale (212. g.).
Pravoslavna crkva Uspenja Presvete Bogorodice podignuta je 1885. godine na skoro istom mjestu gdje je bila crkva brvnara koju su Turci zapalili početkom ustanka iz 1875/76. godine. Dozidana je 1905. godine. U Drugom svjetskom ratu crkva pretrpjela velika oštećenja. Devastirale su ju ustaše. Obnovljena je 1967. godine. Nova obnova trajala je od 2007. godine do 25. kolovoza 2008. godine, zalaganjem episkopa bihaćko-petrovačkog Hrizostoma i Nikole Špirića, koji je i kumovao osveštanoj crkvi.
Tijekom velikosrpske agresije na BiH i nakon toga Prekaja je postala poznata po ozloglašenom logoru za Bošnjake u staroj osnovnoj školi. Od njih 80-ak, 24 ih je kasnije identificirano po kostima iz masovnh grobnica. Za zločine u tom logoru još uvijek nije odgovarao nitko od neposrednih izvršitelja, ali su registrirani u slučajevima protiv Tolimira, Krajišnika, Karadžića i u optužnicama protiv drugih nalogodavaca.